# Vaporware
 Ovo je glavno značenje pojma Vaporware. Za druga značenja pogledajte VaporWare (tvrtka).
Vaporware je izraz u računalnoj industriji koji opisuje proizvod koji se najavilo javnosti da će biti distribuiran, a zapravo nikad nije izdan (v. zlatna matrica/zlatni master) niti službeno otkazan. Obično se odnosi na softver ili na sklopovlje. 
Vaporware je također izraz kojim se ponekad opisuje događaje koji su najavljeni ili predviđeni, nikad ih se nije službeno otkazalo, ali se zapravo nikad nije ni namjeravalo da se dogode. To je u SAD-u zabranjeno prema odjeljku 2. Shermanovog antitrustovskog zakona iz 1890. godine. No, mali broj razvijatelja softvera i sklopovlja je proglašen krivim prema tom zakonu. Taj odjeljak zahtijeva dokazati da je najava i lažna i da ima vjerojatni učinak na tržište.
Izraz se također općenito primjenjuje na proizvode koji su mjesecima ili čak godinama najavljivani prije svog izdanja a za koje nema potankosti razvitka. Pojam se primjenjivao za sve veću skupinu proizvoda u koje spadaju potrošna roba, automobili te još neke burzovne prakse. Takvo ponašanje na burzi odnosno lažne najave i najave koje mogu krivo navoditi a koje se sprovelo radi utjecanja na burzovne cijene u SAD-u nezakonito je ponašanje prema zakonima koji sprječavaju prijevare na vrijednosnicama.
Prodavače se kritiziralo zbog namjernog stvaranja vaporwarea koji su stvarali radi držanja kupaca kod sebe da se ne bi prebacili na konkurentske proizvode koji nude više mogućnosti.

## Usporedi
- deprekacija
- sirotanska tehnologija
- shareware
- demo
- freeware
- abandonware
- shovelware (crapware, garbageware)
- adware
- donationware
- otvoreni kod
- nagware
- glossyware
- beerware
- Scareware

## Vanjske poveznice
- Community Memory postings iz 1996. o podrijetlu imena, creditira se Ann Winblad i Stewarta Alsopa
- RELease 1.0 November 1983 — skenirana kopija izvornog članka Esther Dyson
- časopis Wired Nagrada Vaporware

| - Vaporware 1997: We Hardly Knew Ye - Vaporware 1998: Windows NT Wins - Vaporware 1999: The 'Winners' - Vaporware 2000: Missing Inaction - Vaporware 2001: Empty Promises | - Vaporware 2002: Tech up in Smoke? - Vaporware 2003: Nuke 'Em if Ya Got 'Em - Vaporware 2004: Phantom Haunts Us All - Vaporware 2005: Better Late Than Never - Vaporware 2006: Return of the King | - Vaporware 2007: Long Live the King - Vaporware 2008: Crushing Disappointments, False Promises and Plain Old BS - Vaporware 2009: Inhale the Fail - Vaporware 2010: The Great White Duke |